# Helen Gwynne-Vaughan
Helen Charlotte Isabella Gwynne-Vaughan (née Fraser ; 21 janvier 1879 — 26 août 1967) est une botaniste et mycologue britannique. Pendant la Première Guerre mondiale, elle sert dans le Women's Army Auxiliary Corps, puis comme commandant de la Women's Royal Air Force (WRAF) de 1918 à 1919. Pendant la Seconde Guerre mondiale, de 1939 à 1941, elle est contrôleuse en chef du Auxiliary Territorial Service (ATS).

## Biographie
Helen Fraser naît le 21 janvier 1879 à Westminster, Londres, dans une famille écossaise. Elle est la fille aînée de d'Arthur H. Fraser, officier des Scots Guards, originaire de l'Aberdeenshire, et de Lucy Jane, romancière, originaire du Ayrshire. Son père meurt en 1884 et sa mère se remarie, en 1887, avec le diplomate Francis Hay-Newton.
En raison de la carrière de son beau-père, elle passe une partie de sa jeunesse à l'étranger et est éduquée principalement par des gouvernantes. De 1895 à 1896, elle est pensionnaire au Cheltenham Ladies' College, dans le Gloucestershire.
En 1899, elle est étudiante dans le département réservé aux jeunes femmes du King's College de Londres où elle prépare les examens d'entrée de l'université d'Oxford. Elle décide cependant de poursuivre ses études au King's College, où elle est l'une de premières étudiantes en botanique et zoologie. Elle reçoit la médaille Carter en botanie en 1902 et est diplômée de l'université de Londres avec un baccalauréat en sciences (BSc) en 1904. Elle travaille sous la direction de Margaret Jane Benson, au Royal Holloway College. Elle obtient un doctorat en sciences (DSc) en 1907.
Elle est assistante de travaux dirigés (demonstrator) du mycologue Vernon Herbert Blackman à l'University College de Londres en 1904, puis elle exerce la même fonction au Royal Holloway College en 1905 auprès de Margaret Jane Benson. Elle est nommée maître de conférences en 1906, puis après l'obtention de son doctorat en 1907, elle est nommée chargée de cours en botanique au University College de Nottingham. En 1909, elle est nommée chef du département de botanique du Birkbeck College de Londres.
Après la guerre, elle postule sans succès en 1920 pour un poste de professeur à l'université d'Aberdeen et elle poursuit sa carrière d'enseignante au Birkbeck College où elle est nommée professeure de botanique en 1921. Elle poursuit ses recherches en génétique fongique. Elle est chef du département de 1921 à 1939 et de 1941 à 1944. Elle prend sa retraite académique en 1944 .

### Service durant la guerre
En 1917, elle est nommée contrôleuse du Women's Army Auxiliary Corps (WAAC) en France. Le corps qu'elle commande, des femmes occupant des fonctions diverses, de cuisinière à technicienne de maintenance des engins militaires, compte jusqu'à 10 000 recrues. Son engagement lui vaut de recevoir un DBE en janvier 1918, elle devient ainsi la première femme à bénéficier de cet honneur à titre militaire. Les accomplissements du corps qu'elle dirige lui valent d'être renommé Queen Mary's Army Auxiliary Corps (en), dont la reine Mary devient la commandante-en-chef.
Helen Gwynne-Vaughan est commandante de la Women's Royal Air Force (WRAF) de septembre 1918 à décembre 1919.
Pendant ses années au Royal Holloway College, elle participe avec Louisa Garrett Anderson à la fondation d'une section de la London Suffrage Society à l'université de Londres.
Elle se présente sans être élue aux élections locales de Londres, en 1922, comme candidate du Municipal Reform Party pour Camberwell North. Elle se présente à nouveau, comme candidate parlementaire du parti unioniste pour Camberwell North aux élections générales de 1922, 1923 et 1924.
Elle était également active dans le scoutisme féminin. En 1930, elle préside la sixième conférence mondiale des guides.
Après sa retraite en 1944, elle était secrétaire honoraire à plein temps de la branche londonienne de l'Association des soldats, marins et forces aériennes jusqu'en 1962.
En 1911, elle épouse David Thomas Gwynne-Vaughan (en) FRSE FLS (1871-1915), auquel elle avait succédé à la tête du département de botanique du Birkbeck College de Londres. Son mari meurt de la tuberculose après quatre ans de mariage et ils n'ont pas eu d'enfants.

## Honneurs et distinctions
En 1919, Gwynne-Vaughan est nommée Dame commandeur de l'ordre de l'Empire britannique (DBE) « en reconnaissance des services distingués rendus pendant la guerre », et reçoit le titre de Dame. En 1929, elle est promue Dame Grand-Croix de l'ordre de l'Empire britannique (GBE) pour « services publics et scientifiques ».
Elle est élue membre de la Linnean Society of London en 1905 et reçoit la médaille Trail en 1920,.
Les espèces fongiques Palaeoendogone gwynne-vaughaniae et Pleurage gwynne-vaughaniae sont nommées en son honneur.
English Heritage appose une Blue plaque en son honneur en mars 2020, sur la maison de Bedford Avenue, Bloomsbury à Londres, où elle a vécu près de 50 ans.